# PSEN1
PSEN1 o presenilina-1, es una proteína transmembranal que en la especia humana está codificada por el gen PSEN1 situado en el cromosoma 14. La preselina-1 es una subunidad de la enzima gamma secretasa, tiene la función de facilitar la proteólisis de numerosa proteínas en la célula. Dentro de la familia de las presenilinas, se han descrito dos variantes: la presenilina 1 o PSEN1 y la presenilina 2 o PSEN2.

## PSEN1 y enfermedad de Alzheimer
La presenilina 1 juega un importante papel en la degradación de la proteína precursora amiloidea (APP). La APP es el precursor del β-amiloide, un péptido de 42 aminoácidos, que es el principal componente de las placas amiloideas presentes en el tejido cerebral de pacientes que sufren la enfermedad de Alzheimer.
Las mutaciones en el gen de la presenilina 1, son la causa de algunos de los casos de enfermedad de Alzheimer hereditaria de inicio precoz. Sin embargo hay que tener en cuenta que este tipo de enfermedad de Alzheimer, corresponde a menos del 1% del total de pacientes afectos del mal.